# 후지필름 X100
파인픽스 X100, X100S, X100T, X100F로 이뤄진 디지털 카메라 시리즈인 후지필름 X100는 23mm 고정 단초점 렌즈(35mm 풀 프레임 포맷에서는 35mm과 동일한 화각)를 탑재한 대형 센서 컴팩트 카메라이다.

## 후지필름 파인픽스 X100
후지필름 파인픽스 X100은 최초로 2010년 9월 포토키나에서 선보여졌고, 2011년 2월에 소개되었다. 후지필름 X-시리즈의 첫 번째 모델이며, 이후 수 많은 모델이 추가되었다. X100는 이후 X100S에 대체되었다.

### 주요 기능
- 12.3 MP, APS-C 사이즈 CMOS sensor
- 하이브리드 광학식/기계식 뷰파인더
- 23 mm 고정 단초점 렌즈
- 고전적 스타일

### 혁신
파인픽스 X100는 후지필름이 개발한 새로운 기술을 선보인 첫 번째 카메라이다. 이 제품은 사용자가 전통적인 광학식 뷰파인더와 기계식 뷰파인더를 선택하게 해 주는 하이브리드 뷰파인더를 장착하였다. APS-C 사이즈의 CMOS 센서와 EXR 프로세서, 23mm 빠른 조리개 렌즈의 결합 또한 최초였다.

### 평가
X100는 일반적으로 긍정적인 평가를 받았으며, 다수의 상을 수상하였다. 이포토진에서 올해의 혁신적 카메라상과 TIPA상 베스트 프리미엄 카메라를 수상하였다. 스터프 매거진의 2011년 쿨 리스트에서 1위에 올랐고, 2012년 10월에는 굿디자인상을 수상하여, 카메라 시장 외부에서는 디자인에 대한 찬사도 받았다. DP리뷰에서는 75%의 점수와 실버 어워드를 주었다.

## 후지필름 X100S
후지필름 X100S는 후지필름 파인픽스 X100를 계승한 제품으로, 2013년 1월에 발표되었다. X100과 유사한 모델이지만 X100이 가지고 있던 내부적인 교체와 함께 몇 가지 문제가 해결되었다. 이 제품은 라이카 M 시리즈와 비교되곤 한다.
2014년 9월에 후지필름 X100T로 대체되었다.

### X100과의 차이점
- 원색 필터를 장착한 12.3 MP CMOS 센서 대신 16.3 MP 후지필름 X-트랜스 CMOS II 센서
- 메뉴의 재설계
- 퀵 메뉴 버튼
- 베이어 패턴 대신 X-트랜스 컬러 필터 패턴 사용
- 로 패스 필터 제거
- 밝은 빛에서 0.08초까지 자동 초첨을 향상시킨 위상차 검출 방식
- 가장 많이 사용되는 기능(고정 자동 초첨, 매뉴얼 초점)이 가장 적게 사용되는 기능(추적 자동 초점)을 둘러싸게 하기 위하여 포커스 모드 전환 옵션의 재배열

## 후지필름 X100T
후지필름 X100T는 후지필름에 의해 2014년 9월 10일에 발표되었다. X100S의 외관과 매우 흡사하며, (렌즈와 센서를 포함한) 핵심적 사양을 공유하지만, 수 많은 개선과 기능 향상이 이뤄졌다.
2017년 1월에 X100F로 대체되었다.

### X100S와의 차이점
- 전제 레인지파인더와 함께 향상된 하이브리드 뷰파인더
- 광학 뷰파인더에서의 실시간 시차 보정
- ±3EV 노출 보정
- 전자 셔터 선택 가능
- 3.0 인치, 1040K 화소 LCD 화면
- 클래식 크롬 필름 시뮬레이션 모드
- 내장 Wi-Fi

## 후지필름 X100F
후지필름 X100F는 2017년 1월 19일에 발표되었으며, X100T를 계승한 제품이다. 다수의 개선과 기능 향상이 이뤄졌으며, 이들 중 다수는 후지필름 X-Pro2에 최초로 적용된 것들이다. X100F는 2017년 1월 23일 출시되었다.

### X100T와의 차이점
- 24.3 MP X-트랜스 CMOS III 센서
- X-프로세스 프로 이미지 센서
- 조이스틱 자동 초점 조작과 함께 새로운 버튼 배열
- 내장 ISO 다이얼
- 향상된 91포인트 자동 초점 시스템
- 향상된 감도 (ISO 200–12800, ISO 100–51200까지 확장)
- 6배까지 확대할 수 있는 뷰파인더
- 아크로스 필름 시뮬레이션

## 같이 보기
- 후지필름 X 시리즈